# Ludwik Burgundzki
Ludwik Burgundzki (ur. 1297, zm. 2 sierpnia 1316) – książę Achai w latach 1313–1316.
Był synem Roberta II, księcia Burgundii. Został mężem Matyldy z Hainaut, dziedziczki księstwa Achai.